# Lambert Bainomugisha
Lambert Bainomugisha (ur. 12 lipca 1961 w Kashumba) – ugandyjski duchowny rzymskokatolicki, od 2020 arcybiskup Mbarara.

## Życiorys
Święcenia kapłańskie otrzymał 13 lipca 1991 i został inkardynowany do archidiecezji Mbarara. Pracował duszpastersko na terenie archidiecezji, był także kapelanem miejscowych zakonnych wspólnot żeńskich oraz kanclerzem kurii.
2 lipca 2005 papież Benedykt XVI mianował go biskupem pomocniczym Mbarary i biskupem tytularnym Tacia Montana. Sakry biskupiej udzielił mu 1 października 2005 abp Paul Bakyenga.
25 kwietnia 2020 papież Franciszek mianował go arcybiskupem metropolitą Mbarara. 